# Haldenberg (Landschaftsschutzgebiet, Bodenseekreis)
Das Gebiet Haldenberg ist ein mit Verordnung vom 26. November 2001 des Landratsamts Bodenseekreis ausgewiesenes Landschaftsschutzgebiet (LSG-Nummer 4.35.041) im Nordosten der baden-württembergischen Stadt Friedrichshafen im Bodenseekreis in Deutschland.

## Lage
Das 105 Hektar große Landschaftsschutzgebiet Haldenberg gehört naturräumlich zum Bodenseebecken. Es liegt rund fünf Kilometer nordöstlich der Friedrichshafener Stadtmitte, in den Gemarkungen Ailingen und Ettenkirch, zwischen Ailingen und den Weilern Oberlottenweiler, Lindenholz, Waltenweiler und Habratsweiler, auf einer Höhe bis 479 m ü. NN.

## Schutzzweck
Wesentlicher Schutzzweck ist die Erhaltung des von den Gletschern und Schmelzwässern geschaffenen Drumlin mit seinen Hangbereichen als für die Region typische geologische Einheit. Des Weiteren soll die Nutzungsfähigkeit der Naturgüter und die Erhaltung der natürlichen Ressourcen, sowohl der extensiv als auch der intensiv genutzten Flächen, durch die Offenhaltung der Kulturlandschaft für künftige Generationen gesichert werden. Der markante, von weit her sichtbare, das Landschaftsbild prägende Drumlin mit der als Kulturdenkmal geschützten Haldenbergkapelle, den Wiesen, Streuobstbereichen, Gehölzstrukturen, Äckern, den im Frühjahr herrlich blühenden Obstanlagen und seinen Ausblickmöglichkeiten in die nähere und fernere Umgebung soll in seiner Vielfalt und Schönheit für die landschaftsverträgliche Erholung der Allgemeinheit erhalten werden. Darüber hinaus ist die Sicherung des Haldenbergs als eine das Landschaftsbild weithin prägende Einheit und als wichtiges Naherholungsziel für die natur- und landschaftsverträgliche Erholung wesentlicher Schutzzweck.

Der Schutzzweck der Kernzone besteht in der Sicherung des im Süden des Haldenbergs liegenden landschaftlich besonders reizvollen Kuppenbereichs mit seiner erhaben gelegenen Haldenbergkapelle, den umliegenden Wiesen, Einzelbäumen und der Streuwiese als Einheit in seinem harmonischen Erscheinungsbild und seiner Schönheit dauerhaft zu sichern. Der Bereich um die Kapelle soll mit seinen Ausblicken zum Bodensee und der Alpenkette, in das Schussental und über die Raderacher Drumlinlandschaft zum Gehrenberg hin als Ausflugs- und Naherholungsziel für die Allgemeinheit erhalten werden. Die Kernzone soll als wichtige Pufferzone und Vernetzungsbereich für die nördlich der Haldenbergkapelle gelegene besonders hochwertige Streuwiese und als Lebensstätte für Tier- und Pflanzenarten geschützt werden.

## Flora und Fauna

### Flora
Aus der schützenswerten Flora des Schutzgebiets sind neben verschiedenen Torfmoosen unter anderem folgende Pflanzenarten zu nennen:
- Breitblättriges Knabenkraut (Dactylorhiza majalis), auch Breitblättrige Fingerwurz genannt
- Breitblättriges Wollgras (Eriophorum latifolium)
- Echte Gelb-Segge (Carex flava)
- Gewöhnlicher Gilbweiderich (Lysimachia vulgaris)
- Hirse-Segge (Carex panicea)
- Lungen-Enzian (Gentiana pneumonanthe)
- Echtes Mädesüß (Filipendula ulmaria)
- Skorpionsmoos (Scorpidium scorpioides)

### Fauna
Aus der schützenswerten Fauna sind folgende Spezies (Auswahl) zu nennen:
- Brauner Bär (Arctia caja), ein Nachtfalter aus der Familie der Bärenspinner
- Großes Ochsenauge (Maniola jurtina), ein Schmetterling aus der Familie der Edelfalter
- Lauchschrecke (Mecostethus parapleurus)
- Mädesüß-Perlmuttfalter (Brenthis ino), auch Violetter Silberfalter genannt
- Ringelnatter (Natrix natrix)
- Waldeidechse (Zootoca vivipara), auch oft als Berg- oder Mooreidechse bezeichnet, Reptil des Jahres 2006
- Wespenspinne (Argiope bruennichi), auch Zebra-, Tiger- oder Seidenbandspinne genannt, Spinne des Jahres 2001
- Gelbe Wiesenameise oder Gelbe Wegameise, auch Bernsteingelbe Ameise (Lasius flavus)

## Wanderwege

### Panoramaweg Ailingen
Der rund zehn Kilometer lange Panoramaweg verläuft vom Ailinger Rathaus über Unterlottenweiler, zum Horach, dem höchsten Punkt Friedrichshafens, vorbei am Höhlerösch und über den Haldenberg zurück zum Rathaus. An zehn Stationen werden dem Wanderer auf Infotafeln naturkundliche und geschichtliche Aspekte der Landschaft um Ailingen erklärt.

### Jubiläumsweg Bodenseekreis
Durch das Landschaftsschutzgebiet verläuft die dritte Etappe (Meckenbeuren-Markdorf) des Jubiläumswegs Bodenseekreis, ein 111 Kilometer langer Wanderweg, der 1998 zum 25-jährigen Bestehen des Bodenseekreises ausgeschildert wurde. Er führt über sechs Etappen durch das Hinterland des Bodensees von Kressbronn über Neukirch, Meckenbeuren, Markdorf, Heiligenberg und Owingen nach Überlingen.

## Sehenswürdigkeiten

### Haldenbergkapelle

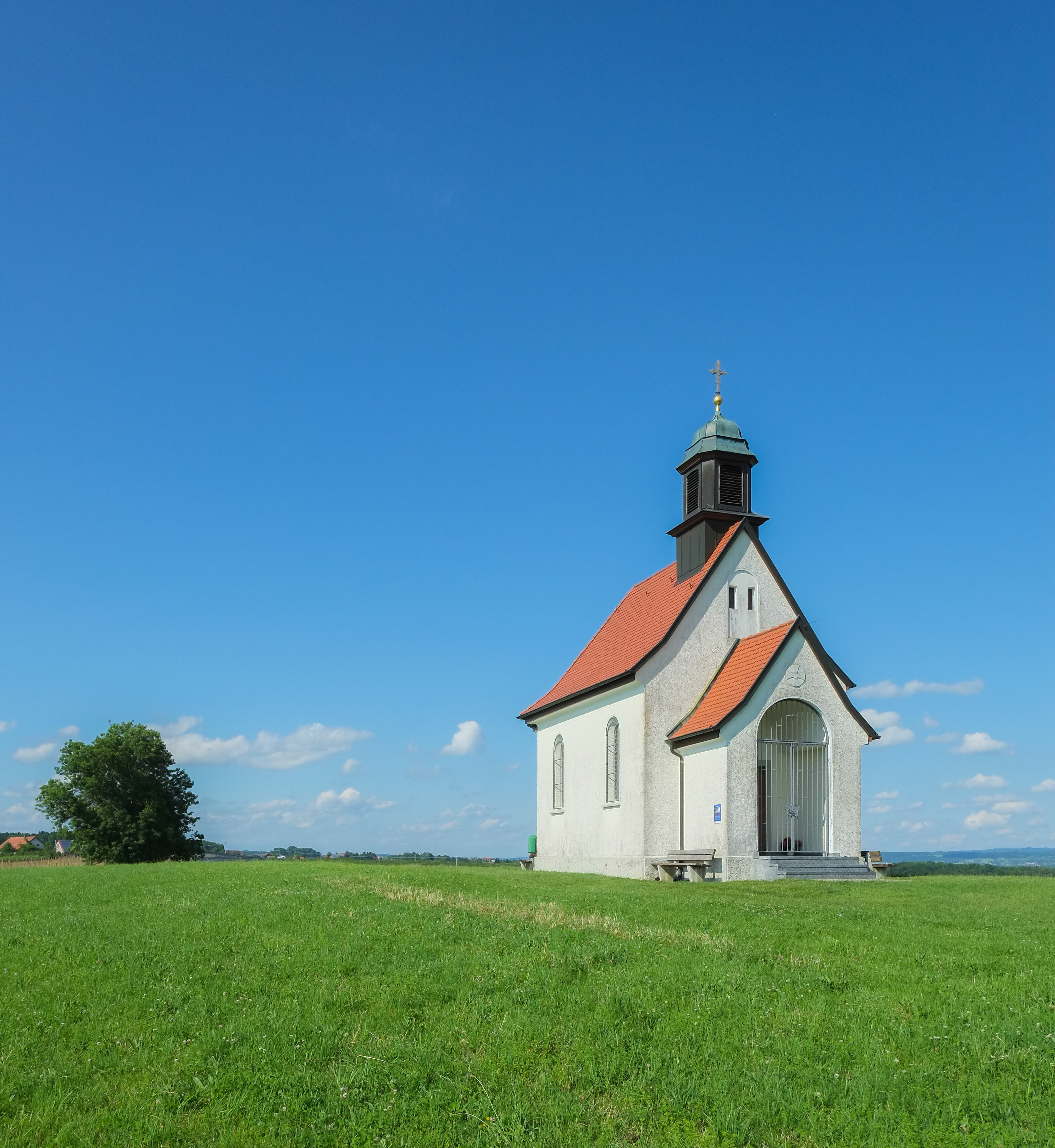
Haldenbergkapelle

Die Haldenbergkapelle wurde 1921 als Kriegergedächtniskapelle für die Gefallenen des Ersten Weltkrieges auf dem Haldenberg errichtet. Das Baumaterial wurde von der ehemaligen Marienkapelle der Reinachmühle verwendet. Neben dem Mosaik „Stern im Lebensmeere“ von Kurt Zöller sind der moderne Kreuzweg (ebenfalls Zöller) und die Pietà (1893) sehenswert. Die Kapelle ist Station des Geschichtspfads Friedrichshafen.

## Einzelnachweis
1. ↑  Verordnung des Landratsamts Bodenseekreis über das Naturschutzgebiet »Haldenberg« vom 29. März 1995 (GBl. S. 385)

Altweiherwiese und Taldorfer Bach |
Argenaue Reutenen |
Bodenseeufer |
Drumlin Biblis |
Drumlin „Im Hasenbühl“ und „Gegez“ |
Eisrandformen zwischen Rebholz und Knellesberg |
Eiszeitliche Ränder des Argentals mit Argenaue |
Endmoränenkegel Ebersberg mit Mahlweiher |
Endmoränenlage „Höhe 585,1“ zwischen Gunzenweiler und Litzelmannshof |
Endmoränenwall und Flachmoor nördlich Rappertsweiler |
Haldenberg |
Heiligenberg |
Hepbacher-Leimbacher Ried |
Höchsten |
Höhe 493,8 südlich Tettnang bei Schäferhof |
Knellesberger Moos |
Lipbachsenke |
Lippertsreuter Umland |
Markdorfer Eisweiher |
Salem-Killenweiher |
Sand- bzw. Baggergruben nördlich und westlich des Bierkellers |
Seenplatte und Hügelland südlich der Argen und Nonnenbachtal |
Spätwürmeiszeitliche Terrassen zwischen Burnau, Prestenberg, Vorderreute, Buch und Krumbach |
Steilrand und Schotterfeld des Argentals südlich der Kochermühle |
Tettnanger Wald mit Hochwacht, Krüntenbühl, Reichenbühl, Argenhardter Kopf, Schoos und Steilrand des Argentales an dem Schwandenbogen |
Württembergisches Bodenseeufer – Neufassung Teilbereich Friedrichhafen-West |
Württembergisches Bodenseeufer
Koordinaten: 47° 41′ 50″ N, 9° 29′ 56″ O